# Eliminatórias da Copa do Mundo FIFA de 2010 - África (terceira fase)
Na terceira fase das eliminatórias da África para a Copa do Mundo FIFA de 2010, as 20 equipes foram divididas em 5 grupos de 4, em sorteio realizado em Zurique, na Suíça, a 22 de outubro de 2008. As equipes se enfrentaram em jogos de ida-e-volta, em 2009, e o vencedor de cada grupo avançou para a fase final da Copa do Mundo de 2010, na África do Sul.
Esta fase permitiu também apurar as equipas que participaram na Copa das Nações Africanas de 2010 realizada em Angola. Para essa competição ficaram apuradas as três primeiras selecções de cada grupo.

## Sorteio
As selecções foram distribuídas pelos potes segundos o Ranking da FIFA em outubro de 2008 (número entre parênteses).
| Pote 1                                                               | Pote 2                                                       | Pote 3                                                            | Pote 4                                                          |
| -------------------------------------------------------------------- | ------------------------------------------------------------ | ----------------------------------------------------------------- | --------------------------------------------------------------- |
| Camarões (12) Egito (22) Gana (25) Nigéria (27) Costa do Marfim (29) | Guiné (41) Marrocos (43) Tunísia (47) Mali (53) Argélia (56) | Burquina Fasso (63) Gabão (67) Zâmbia (70) Quénia (79) Benim (81) | Ruanda (87) Togo (91) Moçambique (100) Sudão (106) Malawi (109) |

## Resultados
O sorteio definiu a seguinte composição dos grupos:
|  | Equipes qualificadas para a Copa do Mundo de 2010 e para a Copa das Nações Africanas de 2010 |
|  | Equipes qualificadas para a Copa das Nações Africanas de 2010                                |
|  | Equipes eliminadas                                                                           |

### Grupo A
| Equipe   | Pts | J | V | E | D | GP | GC | SG |
| -------- | --- | - | - | - | - | -- | -- | -- |
| Camarões | 13  | 6 | 4 | 1 | 1 | 9  | 2  | +7 |
| Gabão    | 9   | 6 | 3 | 0 | 3 | 9  | 7  | +2 |
| Togo     | 8   | 6 | 2 | 2 | 2 | 3  | 7  | -4 |
| Marrocos | 3   | 6 | 0 | 3 | 3 | 3  | 8  | -5 |

| 28 de março de 2009 | Togo         | 1 – 0     | Camarões | Estádio Ohene Djan, Acra (GHA)                  |
| 16:00 (UTC+0)       | Adebayor 11' | Relatório |          | Público: 26,450 Árbitro: EGY Essam Abd El Fatah |

| 28 de março de 2009 | Marrocos        | 1 – 2     | Gabão                     | Stade Mohamed V, Casablanca                |
| 20:00 (UTC+0)       | El Hamdaoui 83' | Relatório | Aubameyang 34' · Méyé 45' | Público: 38,000 Árbitro: SEN Badara Diatta |

| 6 de junho de 2009 | Gabão                            | 3 – 0     | Togo | Stade Omar Bongo, Libreville               |
| 15:30 (UTC+1)      | Ecuele 11' · Méyé 67' · Brou 81' | Relatório |      | Público: 20,000 Árbitro: MWI Verson Lwanja |

| 7 de junho de 2009 | Camarões | 0 – 0     | Marrocos | Stade Omnisports Ahmadou Ahidjo, Yaoundé             |
| 15:30 (UTC+1)      |          | Relatório |          | Público: 35,000 Árbitro: MRI Rajindraparsad Seechurn |

| 20 de junho de 2009 | Marrocos | 0 – 0     | Togo | Stade Moulay Abdellah, Rabat                  |
| 18:00 (UTC+0)       |          | Relatório |      | Público: 22,000 Árbitro: ZAM Wellington Kaoma |

| 5 de setembro de 2009 | Gabão | 0 – 2     | Camarões              | Stade Omar Bongo, Libreville               |
| 15:30 (UTC+1)         |       | Relatório | Emana 65' · Eto'o 67' | Público: 10,000 Árbitro: KEN Alfred Ndinya |

| 6 de setembro de 2009 | Togo       | 1 – 1     | Marrocos      | Stade de Kégué, Lomé                         |
| 15:30 (UTC+0)         | Salifou 3' | Relatório | Taarabt 90+2' | Público: 24,651 Árbitro: UGA Muhmed Ssegonga |

| 9 de setembro de 2009 | Camarões               | 2 – 1     | Gabão      | Stade Omnisports Ahmadou Ahidjo, Yaoundé     |
| 15:30 (UTC+1)         | Makoun 25' · Eto'o 64' | Relatório | Cousin 90' | Público: 38,000 Árbitro: TUN Kacem Bennaceur |

| 10 de outubro de 2009 | Camarões                            | 3 – 0     | Togo | Stade Omnisports Ahmadou Ahidjo, Yaoundé      |
| 15:30 (UTC+1)         | Geremi 29' · Makoun 46' · Emana 54' | Relatório |      | Público: 36,401 Árbitro: ZAM Wellington Kaoma |

| 10 de outubro de 2009 | Gabão                                           | 3 – 1     | Marrocos    | Stade Omar Bongo, Libreville                 |
| 15:30 (UTC+1)         | Erbate 43' (g.c.) · Mouloungui 65' · Cousin 70' | Relatório | Taarabt 88' | Público: 14,000 Árbitro: CIV Noumandiez Doué |

| 14 de novembro de 2009 | Marrocos | 0 – 2     | Camarões             | Estádio de Fez, Fez                         |
| 15:30 (UTC+0)          |          | Relatório | Webo 19' · Eto'o 52' | Público: 17,000 Árbitro: RSA Daniel Bennett |

| 14 de novembro de 2009 | Togo      | 1 – 0     | Gabão | Stade de Kégué, Lomé                                 |
| 15:30 (UTC+0)          | Ayité 70' | Relatório |       | Público: 10,000 Árbitro: MRI Rajindraparsad Seechurn |

### Grupo B
| Equipe     | Pts | J | V | E | D | GP | GC | SG |
| ---------- | --- | - | - | - | - | -- | -- | -- |
| Nigéria    | 12  | 6 | 3 | 3 | 0 | 9  | 4  | +5 |
| Tunísia    | 11  | 6 | 3 | 2 | 1 | 7  | 4  | +3 |
| Moçambique | 7   | 6 | 2 | 1 | 3 | 3  | 5  | -2 |
| Quénia     | 3   | 6 | 1 | 0 | 5 | 5  | 11 | -6 |

| 28 de março de 2009 | Quénia     | 1 – 2     | Tunísia              | Estádio Nacional Nyayo, Nairobi           |
| 16:00 (UTC+3)       | Oliech 70' | Relatório | Jemal 6' · Jemâa 79' | Público: 27,000 Árbitro: CMR Divine Evehe |

| 29 de março de 2009 | Moçambique | 0 – 0     | Nigéria | Estádio da Machava, Maputo                |
| 15:00 (UTC+2)       |            | Relatório |         | Público: 35,000 Árbitro: ERI Amanuel Ayob |

| 6 de junho de 2009 | Tunísia                           | 2 – 0     | Moçambique | Stade 7 November, Radès                    |
| 18:00 (UTC+1)      | Ben Yahia 21' (pen) · Darragi 89' | Relatório |            | Público: 30,000 Árbitro: TOG Kokou Djaoupe |

| 7 de junho de 2009 | Nigéria                            | 3 – 0     | Quénia | Estádio Abuja, Abuja                            |
| 17:00 (UTC+1)      | I. Uche 2' · Obinna 72' (pen), 77' | Relatório |        | Público: 60,000 Árbitro: MAR Abdellah El Achiri |

| 20 de junho de 2009 | Quénia                          | 2 – 1     | Moçambique    | Complexo Esportivo Kasarani, Nairobi        |
| 16:00 (UTC+3)       | J. Owino 8' · Mariaga 72' (pen) | Relatório | Dominguês 49' | Público: 15,000 Árbitro: GUI Yakhouba Keita |

| 20 de junho de 2009 | Tunísia | 0 – 0     | Nigéria | Stade 7 November, Radès                      |
| 19:10 (UTC+1)       |         | Relatório |         | Público: 45,000 Árbitro: MLI Koman Coulibaly |

| 6 de setembro de 2009 | Moçambique    | 1 – 0     | Quénia | Estádio da Machava, Maputo                   |
| 15:00 (UTC+2)         | Tico-Tico 66' | Relatório |        | Público: 35,000 Árbitro: MLI Koman Coulibaly |

| 6 de setembro de 2009 | Nigéria                      | 2 – 2     | Tunísia                  | Estádio Abuja, Abuja                        |
| 17:00 (UTC+1)         | Odemwingie 23' · Eneramo 80' | Relatório | Taïder 24' · Darragi 89' | Público: 52,000 Árbitro: RSA Daniel Bennett |

| 11 de outubro de 2009 | Nigéria      | 1 – 0     | Moçambique | Estádio Abuja, Abuja                             |
| 17:00 (UTC+1)         | Obinna 90+3' | Relatório |            | Público: 13,000 Árbitro: SUD Khalid Abdel Rahman |

| 11 de outubro de 2009 | Tunísia  | 1 – 0     | Quénia | Stade 7 November, Radès                    |
| 17:00 (UTC+1)         | Jemâa 1' | Relatório |        | Público: 50,000 Árbitro: SEN Badara Diatta |

| 14 de novembro de 2009 | Moçambique | 1 – 0     | Tunísia | Estádio da Machava, Maputo                   |
| 15:00 (UTC+2)          | Dário 83'  | Relatório |         | Público: 30,000 Árbitro: CIV Noumandiez Doué |

| 14 de novembro de 2009 | Quénia                   | 2 – 3     | Nigéria                       | Estádio Nacional Nyayo, Nairobi           |
| 16:00 (UTC+3)          | Oliech 15' · Wetende 77' | Relatório | Martins 60', 81' · Yakubu 64' | Público: 20,000 Árbitro: SEY Eddy Maillet |

### Grupo C
| Equipe  | Pts | J | V | E | D | GP | GC | SG |
| ------- | --- | - | - | - | - | -- | -- | -- |
| Argélia | 13  | 6 | 4 | 1 | 1 | 9  | 4  | +5 |
| Egito   | 13  | 6 | 4 | 1 | 1 | 9  | 4  | +5 |
| Zâmbia  | 5   | 6 | 1 | 2 | 3 | 2  | 5  | -3 |
| Ruanda  | 2   | 6 | 0 | 2 | 4 | 1  | 8  | -7 |

| 28 de março de 2009 | Ruanda | 0 – 0     | Argélia | Stade Amahoro, Kigali                     |
| 15:30 (UTC+2)       |        | Relatório |         | Público: 22,000 Árbitro: BEN Coffi Codjia |

| 29 de março de 2009 | Egito    | 1 – 1     | Zâmbia      | Cairo International Stadium, Cairo           |
| 19:30 (UTC+2)       | Zaki 27' | Relatório | Kasonde 56' | Público: 70,000 Árbitro: MLI Koman Coulibaly |

| 6 de junho de 2009 | Zâmbia     | 1 – 0     | Ruanda | Estádio Konkola, Chililabombwe                         |
| 14:00 (UTC+2)      | Kalaba 78' | Relatório |        | Público: 28,000 Árbitro: SEN Cheikh Ahmed Tidiane Seck |

| 7 de junho de 2009 | Argélia                                  | 3 – 1     | Egito         | Stade Mustapha Tchaker, Blida               |
| 20:30 (UTC+1)      | Matmour 60' · Ghezzal 64' · Djebbour 77' | Relatório | Aboutrika 86' | Público: 26,500 Árbitro: RSA Daniel Bennett |

| 20 de junho de 2009 | Zâmbia | 0 – 2     | Argélia                   | Estádio Konkola, Chililabombwe           |
| 14:00 (UTC+2)       |        | Relatório | Bougherra 21' · Saïfi 66' | Público: 9,000 Árbitro: CMR Divine Evehe |

| 5 de julho de 2009 | Egito                                   | 3 – 0     | Ruanda | Estádio da Academia Militar, Cairo           |
| 20:30 (UTC+3)      | Aboutrika 64', 90' · Abd Rabo 74' (pen) | Relatório |        | Público: 18,000 Árbitro: NGA Emmanuel Imiere |

| 5 de setembro de 2009 | Ruanda | 0 – 1     | Egito      | Stade Amahoro, Kigali                       |
| 15:30 (UTC+2)         |        | Relatório | Hassan 67' | Público: 20,000 Árbitro: GHA Joseph Lamptey |

| 6 de setembro de 2009 | Argélia   | 1 – 0     | Zâmbia | Stade Mustapha Tchaker, Blida                        |
| 22:00 (UTC+1)         | Saïfi 59' | Relatório |        | Público: 30,000 Árbitro: MRI Rajindraparsad Seechurn |

| 10 de outubro de 2009 | Zâmbia | 0 – 1     | Egito        | Estádio Konkola, Chililabombwe             |
| 14:00 (UTC+2)         |        | Relatório | Abd Rabo 69' | Público: 10,000 Árbitro: TOG Kokou Djaoupe |

| 11 de outubro de 2009 | Argélia                                         | 3 – 1     | Ruanda     | Stade Mustapha Tchaker, Blida               |
| 19:15 (UTC+1)         | Ghezzal 22' · Belhadj 45+2' · Ziani 90+5' (pen) | Relatório | Mutesa 19' | Público: 22,000 Árbitro: GUI Yakhouba Keita |

| 14 de novembro de 2009 | Ruanda | 0 – 0     | Zâmbia | Stade Amahoro, Kigali                     |
| 15:30 (UTC+2)          |        | Relatório |        | Público: 18,000 Árbitro: LBY Jamel Ambaya |

| 14 de novembro de 2009 | Egito                  | 2 – 0     | Argélia | Cairo International Stadium, Cairo        |
| 19:30 (UTC+2)          | Zaki 3' · Moteab 90+5' | Relatório |         | Público: 75,000 Árbitro: RSA Jerome Damon |

#### Desempate
Argélia e Egito finalizaram com o mesmo número de pontos e se igualaram em todos os critérios de desempate, saldo de gols (+5), gols marcados nos jogos do grupo (9), confronto direto (3 pontos cada) e diferença de gols no confronto (+2). Uma partida de desempate definiu a equipe classificada para a Copa do Mundo. Em caso se empate no tempo normal, seriam jogados uma prorrogação de 30 minutos, e persistindo a igualdade, disputa por pênaltis.
| 18 de novembro de 2009 | Argélia   | 1 – 0     | Egito | Estádio de Merreikh, Ondurmã (SUD)        |
| 20:30 (UTC+3)          | Yahia 40' | Relatório |       | Público: 35,000 Árbitro: SEY Eddy Maillet |

### Grupo D
| Equipe | Pts | J | V | E | D | GP | GC | SG |
| ------ | --- | - | - | - | - | -- | -- | -- |
| Gana   | 13  | 6 | 4 | 1 | 1 | 9  | 3  | +6 |
| Benim  | 10  | 6 | 3 | 1 | 2 | 6  | 6  | 0  |
| Mali   | 9   | 6 | 2 | 3 | 1 | 8  | 7  | +1 |
| Sudão  | 1   | 6 | 0 | 1 | 5 | 2  | 9  | -7 |

| 28 de março de 2009 | Sudão        | 1 – 1     | Mali        | Estádio de Merreikh, Ondurmã              |
| 20:00 (UTC+3)       | El Tahir 23' | Relatório | Kanouté 19' | Público: 35,000 Árbitro: SEY Eddy Maillet |

| 29 de março de 2009 | Gana     | 1 – 0     | Benim | Estádio Baba Yara, Kumasi                   |
| 17:00 (UTC+0)       | Tagoe 1' | Relatório |       | Público: 39,000 Árbitro: RSA Daniel Bennett |

| 7 de junho de 2009 | Benin          | 1 – 0     | Sudão | Stade de l'Amitié, Cotonou                  |
| 16:00 (UTC+1)      | Omotoyossi 22' | Relatório |       | Público: 26,000 Árbitro: ZIM Kenias Marange |

| 7 de junho de 2009 | Mali | 0 – 2     | Gana                    | Stade 26 mars, Bamako                     |
| 19:00 (UTC+0)      |      | Relatório | Asamoah 66' · Amoah 78' | Público: 40,000 Árbitro: CMR Divine Evehe |

| 20 de junho de 2009 | Sudão | 0 – 2     | Gana          | Estádio de Merreikh, Ondurmã              |
| 20:30 (UTC+3)       |       | Relatório | Amoah 6', 52' | Público: 30,000 Árbitro: LBY Jamel Ambaya |

| 21 de junho de 2009 | Mali                                 | 3 – 1     | Benim        | Stade 26 mars, Bamako                           |
| 19:00 (UTC+0)       | Maiga 29' · Diallo 76' · Kanouté 84' | Relatório | Tchomogo 15' | Público: 40,000 Árbitro: EGY Essam Abd El Fatah |

| 6 de setembro de 2009 | Benin      | 1 – 1     | Mali        | Stade de l'Amitié, Cotonou                |
| 16:00 (UTC+1)         | Aoudou 87' | Relatório | Samassa 72' | Público: 33,000 Árbitro: RSA Jerome Damon |

| 6 de setembro de 2009 | Gana                     | 2 – 0     | Sudão | Estádio Ohene Djan, Acra                        |
| 17:00 (UTC+0)         | Muntari 14' · Essien 52' | Relatório |       | Público: 38,000 Árbitro: EGY Essam Abd El Fatah |

| 11 de outubro de 2009 | Benin      | 1 – 0     | Gana | Stade de l'Amitié, Cotonou                 |
| 16:00 (UTC+1)         | Aoudou 89' | Relatório |      | Público: 20,000 Árbitro: MWI Verson Lwanja |

| 11 de outubro de 2009 | Mali        | 1 – 0     | Sudão | Stade 26 mars, Bamako                        |
| 18:00 (UTC+0)         | Kanouté 89' | Relatório |       | Público: 15,000 Árbitro: ALG Mohamed Benouza |

| 14 de novembro de 2009 | Sudão              | 1 – 2     | Benim                             | Estádio de Merreikh, Ondurmã          |
| 20:00 (UTC+3)          | Abakar 45+1' (pen) | Relatório | Omotoyossi 34' (pen) · Koukou 62' | Público: 600 Árbitro: TUN Slim Jedidi |

| 15 de novembro de 2009 | Gana                  | 2 – 2     | Mali                  | Estádio Baba Yara, Kumasi                  |
| 17:00 (UTC+0)          | Amoah 65' · Annan 83' | Relatório | Fané 23' · Ndiaye 68' | Público: 39,000 Árbitro: SEN Badara Diatta |

### Grupo E
| Equipe          | Pts | J | V | E | D | GP | GC | SG  |
| --------------- | --- | - | - | - | - | -- | -- | --- |
| Costa do Marfim | 16  | 6 | 5 | 1 | 0 | 19 | 4  | +15 |
| Burquina Fasso  | 12  | 6 | 4 | 0 | 2 | 10 | 11 | -1  |
| Malawi          | 4   | 6 | 1 | 1 | 4 | 4  | 11 | -7  |
| Guiné           | 3   | 6 | 1 | 0 | 5 | 7  | 14 | -7  |

| 28 de março de 2009 | Burkina Faso                                  | 4 – 2     | Guiné                             | Stade du 4-Août, Ouagadougou                 |
| 18:00 (UTC+0)       | Kéré 23' · Traoré 30' · Dagano 55' (pen), 71' | Relatório | Feindouno 65' (pen) · Zayatte 86' | Público: 30,000 Árbitro: ALG Mohamed Benouza |

| 29 de março de 2009 | Costa do Marfim                                             | 5 – 0     | Malawi | Stade Félix Houphouët-Boigny, Abidjan        |
| 17:00 (UTC+0)       | Romaric 1' · Drogba 6' (pen), 27' · Kalou 59' · B. Koné 70' | Relatório |        | Público: 34,000 Árbitro: ALG Djamel Haimoudi |

| 6 de junho de 2009 | Malawi | 0 – 1     | Burquina Fasso | Estádio Kamuzu, Blantyre                     |
| 14:30 (UTC+2)      |        | Relatório | Dagano 68'     | Público: 25,000 Árbitro: TUN Kacem Bennaceur |

| 7 de junho de 2009 | Guiné        | 1 – 2     | Costa do Marfim           | Stade 28 Septembre, Conacri                     |
| 17:00 (UTC+0)      | Bangoura 65' | Relatório | B. Koné 43' · Romaric 70' | Público: 14,000 Árbitro: EGY Essam Abd El Fatah |

| 20 de junho de 2009 | Burkina Faso             | 2 – 3     | Costa do Marfim                             | Stade du 4-Août, Ouagadougou              |
| 18:00 (UTC+0)       | Pitroipa 27' · Bancé 78' | Relatório | Y. Touré 14' · Tall 54' (g.c.) · Drogba 70' | Público: 33,056 Árbitro: RSA Jerome Damon |

| 21 de junho de 2009 | Guiné              | 2 – 1     | Malawi      | Stade 28 Septembre, Conacri                      |
| 17:00 (UTC+0)       | Feindouno 25', 43' | Relatório | Msowoya 88' | Público: 14,000 Árbitro: SUD Khalid Abdel Rahman |

| 5 de setembro de 2009 | Malawi           | 2 – 1     | Guiné        | Estádio Kamuzu, Blantyre                  |
| 14:30 (UTC+2)         | Msowoya 46', 59' | Relatório | Kalabane 37' | Público: 15,000 Árbitro: BEN Coffi Codjia |

| 5 de setembro de 2009 | Costa do Marfim                                                       | 5 – 0     | Burquina Fasso | Stade Félix Houphouët-Boigny, Abidjan     |
| 17:00 (UTC+0)         | Panandétiguiri 9' (g.c.) · Drogba 48', 64' · Y. Touré 54' · Keïta 68' | Relatório |                | Público: 78,209 Árbitro: SEY Eddy Maillet |

| 10 de outubro de 2009 | Malawi     | 1 – 1     | Costa do Marfim | Estádio Kamuzu, Blantyre                        |
| 14:30 (UTC+2)         | Ngwira 64' | Relatório | Drogba 67'      | Público: 25,000 Árbitro: MAR Abdellah El Achiri |

| 11 de outubro de 2009 | Guiné   | 1 – 2     | Burquina Fasso          | Estádio Ohene Djan, Acra (GHA)           |
| 17:00 (UTC+0)         | Bah 82' | Relatório | Dagano 37' · Bamogo 59' | Público: 5,000 Árbitro: LBY Jamel Ambaya |

| 14 de novembro de 2009 | Burkina Faso | 1 – 0     | Malawi | Stade du 4-Août, Ouagadougou                    |
| 16:00 (UTC+0)          | Dagano 47'   | Relatório |        | Público: 20,000 Árbitro: EGY Essam Abd El Fatah |

| 14 de novembro de 2009 | Costa do Marfim               | 3 – 0     | Guiné | Stade Félix Houphouët-Boigny, Abidjan       |
| 16:00 (UTC+0)          | Gervinho 16', 31' · Cissé 67' | Relatório |       | Público: 28,000 Árbitro: ZIM Kenias Marange |